# Мотковиці
Мотковиці (пол. Motkowice) — село в Польщі, у гміні Імельно Єнджейовського повіту Свентокшиського воєводства.
Населення — 705 осіб (2011).
У 1975-1998 роках село належало до Келецького воєводства.

## Демографія
Демографічна структура на день 31 березня 2011 року:
|          | Загалом | Допрацездатний вік | Працездатний вік | Постпрацездатний вік |
| -------- | ------- | ------------------ | ---------------- | -------------------- |
| Чоловіки | 356     | 56                 | 251              | 49                   |
| Жінки    | 349     | 64                 | 182              | 103                  |
| Разом    | 705     | 120                | 433              | 152                  |